# Британский Вспомогательный легион
Британский Вспомогательный легион (англ. British Auxiliary Legion) — военный корпус добровольцев, сформированный в 1835 году Соединенным Королевством Великобритании и Ирландии по просьбе правительства регента Испании Марии Кристины де Бурбон для поддержки правительственных войск во время Первой карлистской войны.

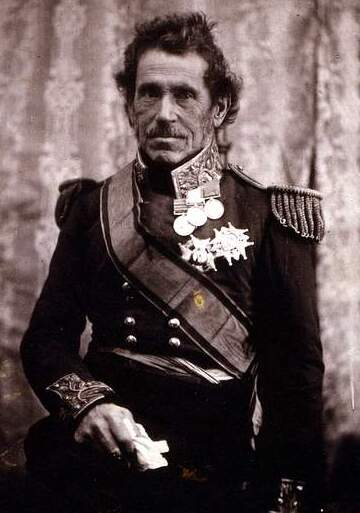
Джордж ле Ласи Эванс — единственный командир легиона

С начала войны, в силу соглашения о Четверном союзе, Великобритания своим военно-морским флотом контролировала морское движение в значительной части Кантабрийского моря. В 1835 году война шла не очень хорошо для либералов, и они попросили своих союзников принять более активное участие в войне. Французы отправили свой Иностранный легион, который 17 августа высадился в Таррагоне в составе около 4000 человек и был переименован в «Испанский легион». Хотя британцы отказались отправить войска напрямую, в июне 1835 года они решили сформировать военный добровольческий корпус, который стал вспомогательным для «Испанского легиона». Корпус должен был финансироваться, и его солдаты оплачивались испанской короной.
К концу лета 1836 года в Сан-Себастьяне (Страна Басков) был сосредоточен отряд численностью 10 000 человек под командованием Де Ласи Эванса. Большинство были добровольцами из линейных полков британской армии. Иногда к легиону присоединялись отдельные регулярные британские войска, в основном, артиллерия и морская пехота.
Легион сражался возле Эрнани и Витории, но был отброшен и вынужден были удерживать форт на горе Ургуль-де-Сан-Себастьян, чтобы не дать карлистам захватить город. В ноябре 1836 года легион был передан под командование Бальдомеро Эспартеро и помог снять осаду Бильбао. В 1837 году легион потерпел серьезное поражение в сражении при Ориаменди, но позже он возглавил успешное наступление на арьергард карлистов вдоль побережья Бискайи, начатый в ответ на Королевский поход — попытку основных сил карлистов захватить Мадрид. В ходе наступления легиону и правительственным войскам удалось захватить Ирун.
```
Один бывший волонтёр легиона писал: «Для наших врагов мы из Британского легиона были самыми ненавистными из всех; чужаками, наемниками, еретиками, насмешниками, осквернителями их священной земли; так нас называли. Для нас не было пощады: в горячке боя или на хладнокровном суде было все равно; попасть в их руки было, конечно, мучительной смертью». 
[
1
]
```

Так как добровольцы заключали договор на двухлетний срок, то к июлю 1837 года большинство волонтёров вернулось домой. Около 1500—1700 человек остались под названием «Новый легион» под командованием бригадного генерала Мориса О’Коннелла, но в боях понесли большие потери и 10 декабря 1837 года «Новый легион» был официально распущен.
В общей сложности четверть легиона — около 2500 человек — погибла, только половина из них в бою.